# Expedició 60
L'Expedició 60 va ser la 60a estada de llarga durada a l'Estació Espacial Internacional, que va començar a partir de la partida de la Soiuz MS-11 el 24 de juny de 2019. L'expedició va estar comandada per Aleksei Ovtxinin que va ser transferit de l'Expedició 59 juntament amb enginyers de vol americans Nick Hague i Christina Koch. Se’ls va unir Aleksandr Skvortsov, Luca Parmitano i Andrew Morgan, que van arribar amb la Soiuz MS-13 el 20 de juliol de 2019. L'expedició va acabar el 3 d'octubre de 2019, quan la Soiuz MS-12 (portant Ovtxinin, La Haia i el participant espacial Hazza Al Mansouri) es van desacoblar de l'estació i Koch, Skvortsov, Parmitano i Morgan van ser transferits a l'Expedició 61.
Durant els dies finals d'aquesta expedició, els residents de l'estació van ser de 9 persones temporalment a l'arribada de la Soiuz MS-15, on per primera vegada des de la sortida de la Soiuz TMA-16M al setembre de 2015 quan la tripulació de l'EEI va superar el sis de manera estàndard.

## Tripulació
| Posició            | Juny-Juliol 2019                         | Juliol-Octubre 2019                          |
| ------------------ | ---------------------------------------- | -------------------------------------------- |
| Comandant          | Aleksei Ovtxinin, RSA Tercer spaceflight | Aleksei Ovtxinin, RSA Tercer spaceflight     |
| Enginyer del vol 1 | Nick Hague, NASA Segon vol espacial      | Nick Hague, NASA Segon vol espacial          |
| Enginyer del vol 2 | Christina Koch, NASA Primer vol espacial | Christina Koch, NASA Primer vol espacial     |
| Enginyer del vol 3 |                                          | Aleksandr Skvortsov, RSA Tercer vol espacial |
| Enginyer del vol 4 |                                          | Luca Parmitano, ESA Segon vol espacial       |
| Enginyer del vol 5 |                                          | Andrew R. Morgan, NASA Primer vol espacial   |